# Port Clarence
Port Clarence é uma Região censo-designada localizada no estado americano de Alasca, no Distrito de Nome.

## Demografia
Segundo o censo americano de 2000, a sua população era de 21 habitantes.

## Geografia
De acordo com o United States Census Bureau, a localidade tem uma área de 94,4 km², dos quais 91,8 km² cobertos por terra e 2,6 km² cobertos por água.

## Localidades na vizinhança
O diagrama seguinte representa as localidades num raio de 100 km ao redor de Port Clarence.